# Żebbuġ (Gozo)
Żebbuġ (malt. iż-Żebbuġ) – jedna z jednostek administracyjnych na wyspie Gozo, Malta. 